# San José de Sauces
San José de Sauces är en ort i Mexiko.   Den ligger i kommunen General Simón Bolívar och delstaten Durango, i den centrala delen av landet, 700 km nordväst om huvudstaden Mexico City. San José de Sauces ligger 1 866 meter över havet och antalet invånare är 238.
Terrängen runt San José de Sauces är kuperad åt sydväst, men åt nordost är den platt. Runt San José de Sauces är det mycket glesbefolkat, med 4 invånare per kvadratkilometer. Det finns inga andra samhällen i närheten. Omgivningarna runt San José de Sauces är i huvudsak ett öppet busklandskap.